# Pastinaca tereticaulis
Pastinaca tereticaulis är en flockblommig växtart som beskrevs av Alexandre Boreau och C$kelak. Pastinaca tereticaulis ingår i släktet palsternackor, och familjen flockblommiga växter. Inga underarter finns listade i Catalogue of Life.